# جاك لين
جاك لين (بالإنجليزية: Jack Lane)‏ (29 مايو 1898 في المملكة المتحدة - 1984 بهامرسميث في المملكة المتحدة) هو لاعب كرة قدم بريطاني (وحمل سابقاً جنسية المملكة المتحدة لبريطانيا العظمى وأيرلندا) في مركز مهاجم داخلي. لعب مع كريستال بالاس ونادي برينتفورد ونادي بيرنلي ونادي تشيسترفيلد ونادي ألدرشوت وCradley Heath F.C. ‏.

## وصلات خارجية
- جاك لين على موقع قاعدة بيانات كرة القدم.إي يو (الإنجليزية)